# Laatzen
Laatzen ist eine Stadt in der Region Hannover (Niedersachsen). Sie hat den Status einer selbständigen Gemeinde. Sie liegt südlich der Landeshauptstadt Hannover.

## Geografie

### Lage
Laatzen liegt an der Leine. Der Fluss bildet zusammen mit der Leinemasch die westliche Grenze des Stadtgebiets. Der Übergang der Wohnbebauung zur nördlich gelegenen Landeshauptstadt Hannover ist fließend. Im Osten wird Laatzen vom Kronsberg und dem Bockmerholz (einem der größten Waldgebiete in der nahen Umgebung Hannovers) begrenzt.

Stadtgliederung Laatzen (Alt-Laatzen, Laatzen-Mitte und Grasdorf in rot)

### Stadtgliederung
Laatzen besteht aus den folgenden Ortsteilen:
- Alt-Laatzen
- Grasdorf
- Laatzen-Mitte
- Rethen
- Gleidingen
- Ingeln-Oesselse

### Nachbargemeinden
| Hemmingen | Hannover                                    | Sehnde                             |
|           | Kompassrose, die auf Nachbargemeinden zeigt |                                    |
| Pattensen | Sarstedt (Landkreis Hildesheim)             | Algermissen (Landkreis Hildesheim) |

### Schutzgebiete
Das ehemalige Naturschutzgebiet Alte Leine (2021 im Naturschutzgebiet Leineaue zwischen Hannover und Ruthe aufgegangen) liegt westlich der Leine und zwar (bei Alt-Laatzen und Grasdorf) etwa zur Hälfte auf Laatzener Gebiet und zu etwa je einem Viertel auf Hemminger und (bei Rethen) auf Pattenser Gebiet. Das Naturschutzgebiet Leineaue zwischen Ruthe und Koldingen liegt (bei Gleidingen) etwa zu einem Viertel auf Laatzener Gebiet. Sie gehören größtenteils zum Fauna-Flora-Habitat-Gebiet Leineaue zwischen Hannover und Ruthe, das, anders als die NSGs, fast überall bis an die Leine heranreicht. Dadurch liegt ein Teil der Gemarkung Laatzen im Überschwemmungsgebiet der Leine. Ganz im Osten an der Bundesautobahn A 7 liegt ein sehr kleiner Teil des FFH-Gebietes Bockmerholz, Gaim auf Laatzener Gebiet. Am Messeschnellweg südlich des Messegeländes liegt das Landschaftsschutzgebiet Mastbrucher Holz. Das Mastbrucher Holz ist (wie das Bockmerholz in Sehnde) ein Restwald und ehemaliger Hutewald und beherbergt artenreiche Waldgesellschaften des Stieleichen-Hainbuchenwaldes mit Übergängen zum Erlen-Bruchwald in den feuchteren Bereichen bis zu frischen Buchen-Mischwäldern in den trockeneren Bereichen. Außerdem befinden sich im Mastbrucher Holz Hügelgräber. Weitere Landschaftsschutzgebiete umgeben beziehungsweise überlagern die genannten Naturschutzgebiete und FFH-Gebiete. Im Süden, an der Bundesstraße B 6 bei Gleidingen, liegt der Geschützte Landschaftsbestandteil Tonkuhle und Südwiese.

## Geschichte
Die Gemeinde Laatzen wurde im Jahre 1259 erstmals urkundlich erwähnt. Der Name stammt von der damals ansässigen Familie von Lathusen, die der größte Grundbesitzer im Ort war. Die Gründungssage, die in den Schulen gelehrt wird, spricht von einem Bauernstamm bzw. einer Bauernsippe der Lathen, der sich um das Jahr 800 am Leineufer niederließ.
In der ersten Hälfte des 14. Jahrhunderts verkaufte die Familie von Lathusen ihre Rechte nach und nach an das Kloster Marienrode, das bis 1580 formell Grundbesitzer war.
Am 22. Juni 1671 schenkte Herzog Georg Wilhelm von Braunschweig-Lüneburg Fürst Johann Friedrich von Braunschweig-Calenberg als Dank für die Hilfe bei der Einnahme der Stadt Braunschweig die drei Dörfer Laatzen, Wülfel und Döhren. Seit diesem Tag gehört Laatzen zum Kleinen Freien. Die Einwohner im Kleinen Freien hatten besondere Rechte. Sie durften in den Wäldern der Gegend jagen, jedoch mussten sie eine eigenständige Kompanie (Unterstellt dem Amt Koldingen) dem Calenberger Fürsten abstellen.

### Eingemeindungen
Unter Stadtdirektor Erich Panitz dehnte sich Laatzen aus.
Am 1. Januar 1964 schlossen sich die Gemeinden Grasdorf und Laatzen zur neuen Gemeinde Laatzen zusammen, die am 21. Juni 1968 Stadtrechte erhielt. Durch die Gebietsreform in Niedersachsen vom 1. März 1974 wurden die Gemeinden Gleidingen, Ingeln, Oesselse und Rethen/Leine mit der Stadt Laatzen zusammengeschlossen. Am 1. Januar 1981 wurden schließlich Gebietsteile der Stadt Hannover mit damals mehr als 100 Einwohnern eingegliedert. Bis zum 31. Dezember 2004 gehörte Laatzen zum damaligen Regierungsbezirk Hannover, der wie alle anderen niedersächsischen Regierungsbezirke aufgelöst wurde.

### Einwohnerentwicklung und Bevölkerung
In den ersten 50 Jahren seit der Stadtwerdung Laatzens gab es einen starken Bevölkerungszuwachs. Zwischen 1968 und 2018 hat sich die Einwohnerzahl mehr als verdoppelt. Das größte Wachstum verzeichnete der in den 1970er Jahren entstandene Ortsteil Laatzen-Mitte, während der Ortsteil Grasdorf kaum zulegte. Die Zuzüge stammten größtenteils aus Hannover und anderen Umlandkommunen sowie aus Polen, Rumänien und Bulgarien. 2018 wohnten Menschen aus über 118 Ländern in Laatzen und 2022 hatten 40 % der Bewohner einen Migrationshintergrund. Größte Gruppen unter den Bewohnern aus dem Ausland sind Syrer, Iraker und Polen. Die Arbeitslosigkeit in Laatzen lag mit 8,5 % im Jahr 2024 über dem Durchschnitt in der Region Hannover. Die Kinderarmut in Laatzen ist hoch. 25 Prozent der Kinder unter 15 Jahren leben in Familien, die auf Transferleistungen angewiesen sind. Der Anteil der Bevölkerung in Laatzen über 65 Jahre, der auf finanziellen Unterstützungsbedarf angewiesen ist, war 2023 ebenfalls überdurchschnittlich hoch. In unterschiedlichen Vergleichskategorien sozialer Belastungsfaktoren in der Region Hannover befindet sich Laatzen meist in einer der ungünstigsten Positionen. Beispielsweise benötigen Kindergartenkinder in Laatzen überproportional viel Sprachförderung. Der Medienkonsum von Kindern und Jugendlichen ist auffällig. Laatzen hat daher das Image eines Wohnquartiers für Benachteiligte. Laut einer statistischen Auswertung aus dem Jahr 2024, welche durch die Region Hannover beauftragt wurde, ist die Lebenserwartung der Bevölkerung in Laatzen im Vergleich zur restlichen Region Hannover unterdurchschnittlich.
| Datum | Einwohner | Quelle |
| ----- | --------- | ------ |
| 1812  | 0379      | [ 17 ] |
| 1824  | 000–00 1  | [ 18 ] |
| 1905  | 1.986     | [ 19 ] |
| 1910  | 2.059     | [ 20 ] |
| 1925  | 3.019     | [ 19 ] |
| 1933  | 3.198     | [ 19 ] |
| 1939  | 4.015     | [ 19 ] |
| 1950  | 5.786     | [ 21 ] |
| 1956  | 6.046     | [ 21 ] |
| 1961  | 08.914 2  | [ 7 ]  |
| 1970  | 12.145 3  | [ 7 ]  |
| 1973  | 16.3700   | [ 22 ] |

| Jahr | Einwohner | Quelle |
| ---- | --------- | ------ |
| 1975 | 30.927 4  | [ 23 ] |
| 1980 | 34.748 4  | [ 23 ] |
| 1985 | 36.277 4  | [ 23 ] |
| 1990 | 37.242 4  | [ 23 ] |
| 1995 | 37.180 4  | [ 23 ] |
| 2000 | 38.402 4  | [ 23 ] |
| 2005 | 40.075 4  | [ 23 ] |
| 2010 | 40.254 4  | [ 23 ] |
| 2015 | 40.939 4  | [ 23 ] |
| 2018 | 41.422 4  | [ 23 ] |
| 2020 | 41.854 4  | [ 23 ] |

1 51 Feuerstellen

Einwohnerentwicklung von Laatzen von 1939 bis 2016

2 Volkszählungsergebnis vom 6. Juni

3 Volkszählungsergebnis vom 27. Mai

4 jeweils zum 31. Dezember

## Politik

### Rat
Seit der Kommunalwahl am 12. September 2021 setzt sich der Rat der Stadt Laatzen aus 40 Ratsmitgliedern (15 Frauen und 25 Männer) zusammen. Die Gesamtzahl ist die festgelegte Anzahl für eine Gemeinde mit einer Einwohnerzahl zwischen 40.001 und 50.000.
Stimmberechtigt im Rat ist außerdem der Bürgermeister.
Die Kommunalwahl 2021 führte bei einer Wahlbeteiligung von  50,27 % zu folgendem Ergebnis (mit Vergleich zur Wahl 2016):
| Partei                               | Stimmanteil (2021) | Sitze (2021) |       | Stimmanteil (2016) | Sitze (2016) |
| SPD                                  | 35,8               | 140          | 37,50 | 150                |              |
| CDU                                  | 30,5               | 120          | 33,80 | 140                |              |
| Grüne                                | 16,7               | 7            | 9,7   | 4                  |              |
| FDP                                  | 08,5               | 3            | 7,4   | 3                  |              |
| Die Linke                            | 04,2               | 2            | 5,6   | 2                  |              |
| Gemeinschaft Freier Wähler – Laatzen | 04,3               | 2            | 6,1   | 2                  |              |
| Bürgermeister parteilos              |                    | 1            |       | 1                  |              |

### Bürgermeister

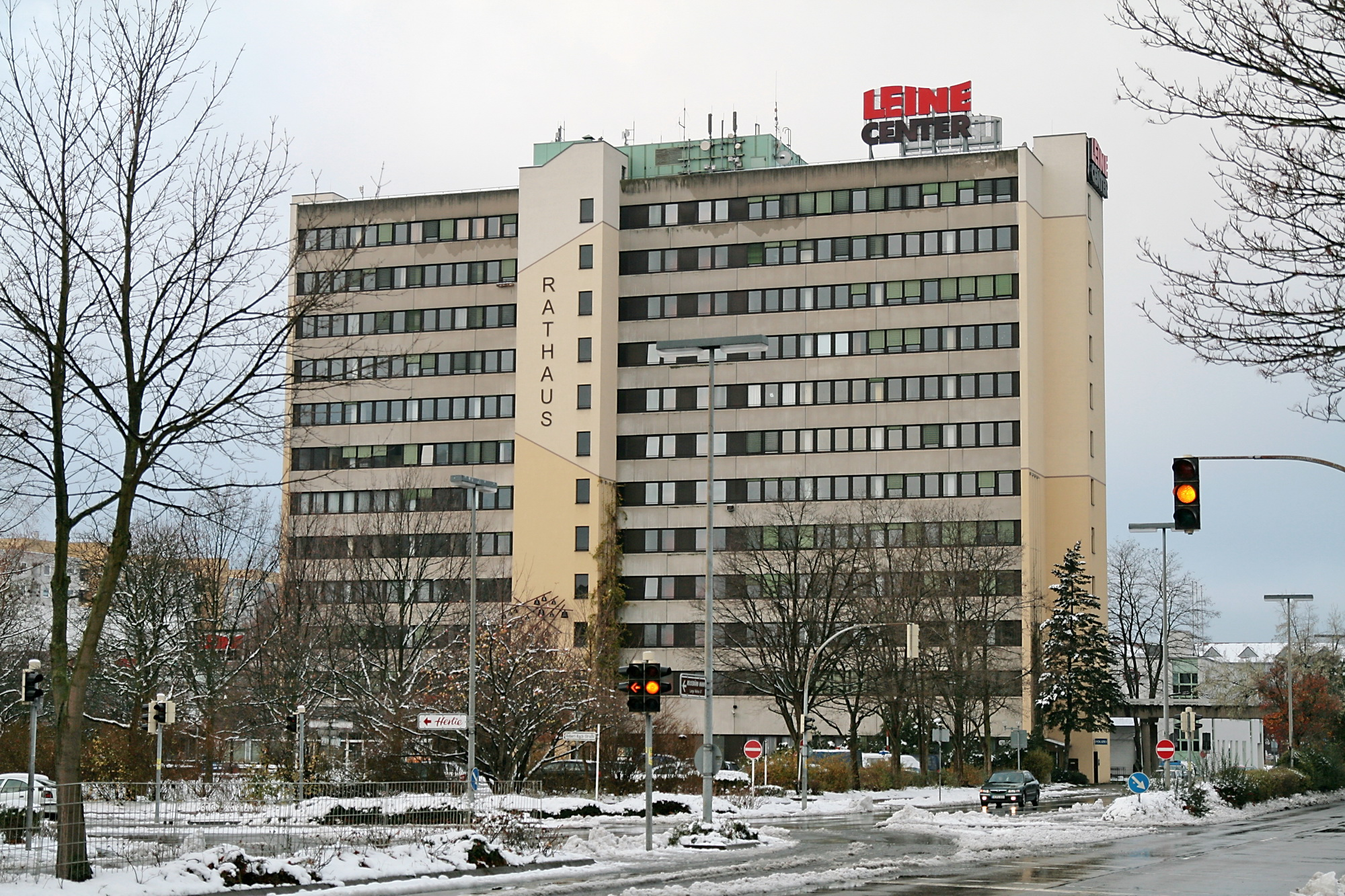
Rathaus Laatzen

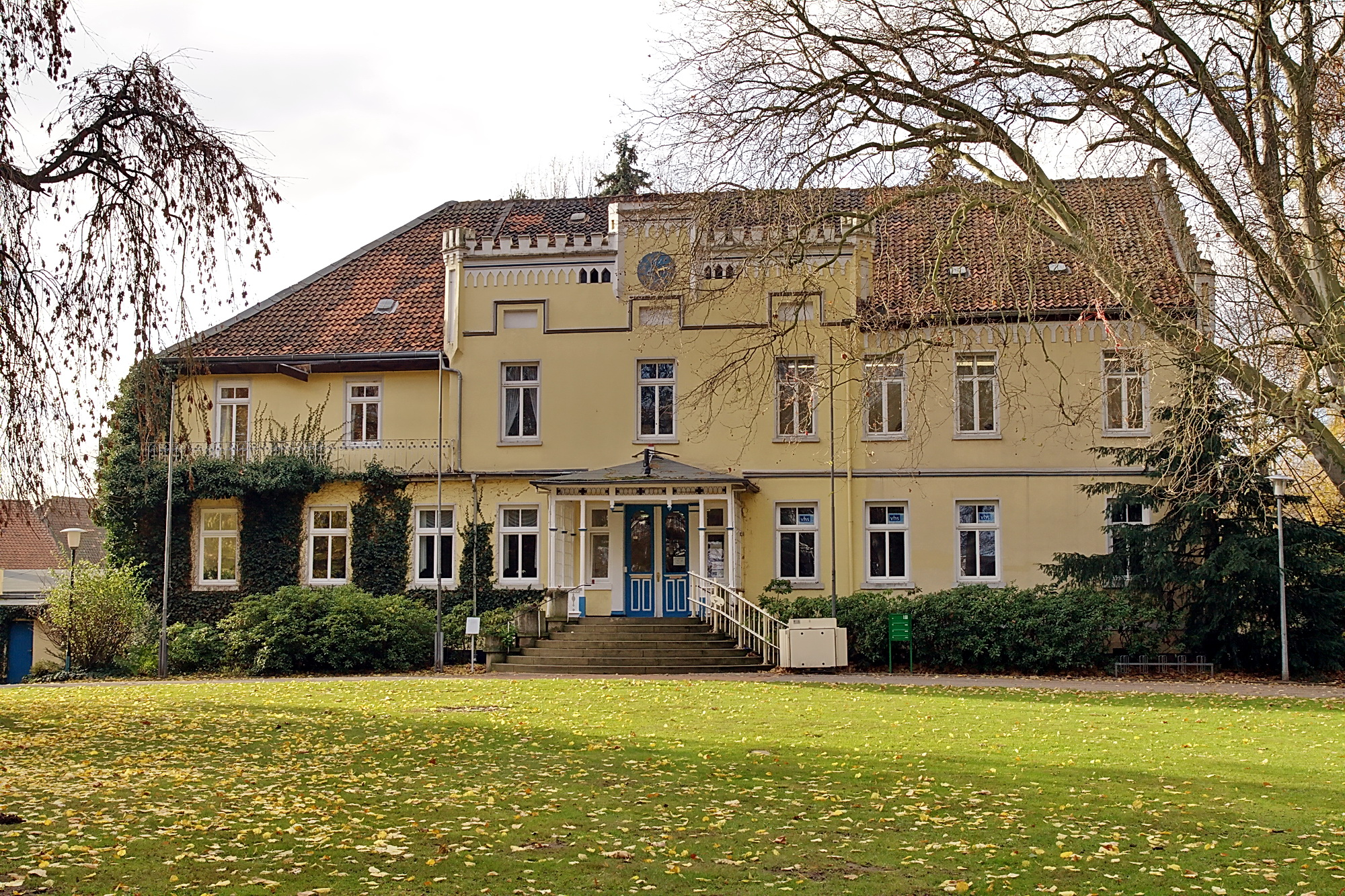
Altes Rathaus Laatzen

Der Bürgermeister der Stadt Laatzen ist Kai Eggert (parteilos; von SPD nominiert). In der Stichwahl am 26. September 2021 konnte er sich mit 53,7 % der gültigen Stimmen gegen seinen Mitbewerber Christoph Dreyer (CDU) durchsetzen. Die Wahlbeteiligung lag bei 59,4 %.

### Ortsräte
Die Stadtteile der Stadt Laatzen werden durch 50 Ratsmitglieder in vier Ortsräten vertreten. Seit der Kommunalwahl 2021 verteilen diese sich wie folgt:
| Stadtteile      | SPD | CDU | Grüne | FDP | Linke | WG | ∑  |
| --------------- | --- | --- | ----- | --- | ----- | -- | -- |
| Gleidingen      | 5   | 4   | -     | 1   | 1     | -  | 11 |
| Ingeln-Oesselse | 4   | 6   | 1     | -   | -     | -  | 11 |
| Laatzen         | 6   | 5   | 3     | 1   | 1     | 1  | 17 |
| Rethen (Leine)  | 4   | 3   | 2     | 2   | -     | -  | 11 |
| ∑               | 19  | 18  | 6     | 4   | 2     | 1  | 50 |

### Ortsbürgermeister
Der Ortsbürgermeister der Kernstadt Laatzen ist Bernd Stuckenberg (SPD). Seine Stellvertreter sind Siegfried Guder (CDU) und Ralf Wetzel (Die Linke).

### Wappen
Der Entwurf des Kommunalwappens von Laatzen ist von unbekannter Herkunft.
- Die Genehmigung des Wappens wurde durch den Oberpräsidenten der Provinz Hannover in den Jahren 1930/31 erteilt.[28]
- Die am 1. März 1974 durch Gesetz neugebildete Stadt Laatzen hat das Wappen der bisherigen Stadt Laatzen übernommen, das vom Regierungspräsidenten in Hannover am 30. April 1974 genehmigt wurde.[28]

| Wappen von Laatzen | Blasonierung: „Im geteilten Schild oben auf rotem Grund ein wachsender, goldener Löwe und unten auf Grün ein silberner Wellenbalken.“ |
| Wappen von Laatzen | Wappenbegründung: Bei der Wappengestaltung der oberen Schildhälfte ist man davon ausgegangen, dass der heutige Ortsteil Laatzen der gleichnamigen Stadt zusammen mit den jetzigen hannoverschen Stadtteilen Wülfel und Döhren zum sogenannten „Kleinen Freien“ gehörte, dem alten Gerichtsverband der drei damals selbständigen Gemeinden. Dieses Gebiet bildete seinerseits einen Teil der sogenannten „Großen Grafschaft“ und ging 1248 von den Grafen von Lauenrode auf die Welfen über. Beide Geschlechter, die Grafen von Lauenrode und die Herzöge von Braunschweig-Lüneburg, führen einen steigenden Löwen im Wappen. Da die Herrschaft der Lauenroder Grafen im Kleinen Freien bereits 1248 endete, ist bei der Wappengestaltung sicherlich an den welfischen Löwen gedacht worden. Der silberne Wellenbalken auf grünem Untergrund in der unteren Schildhälfte soll die Lage Laatzens an der in grüne Wiesen eingebetteten Leine versinnbildlichen. |

### Städtepartnerschaften
Die Stadt Laatzen unterhält mit drei Städten und Gemeinden eine Städtepartnerschaft:
- Le Grand-Quevilly, Frankreich, seit 1966
- Waidhofen an der Ybbs, Österreich, seit 1986
- Gubin, Polen, seit 1991

Seit 1990 besteht darüber hinaus mit der Stadt Guben in Brandenburg eine Städtefreundschaft, aus der heraus die Städtepartnerschaft mit Gubin zunächst vorbereitet und seit 1991 gepflegt wird. Guben liegt gegenüber der Stadt Gubin am westlichen Ufer der Lausitzer Neiße.

## Religion
Die Region Hannover ist seit der Reformation protestantisch – aber ungefähr seit der Jahrtausendwende auch zunehmend säkular – geprägt.

### Konfessionsstatistik
Am 30. Juni 2018 waren 31,7 % der Einwohner evangelisch-lutherisch und 13,6 % römisch-katholisch. 55,3 % gehörten anderen Konfessionen oder Religionsgemeinschaften an oder waren konfessionslos. Jahresende 2022 waren von den 44.392 Einwohnern 27,2 % evangelisch und 12,1 % katholisch. 60,7 % waren konfessionslos, gehörten einer anderen Glaubensgemeinschaft an oder machten keine Angabe.

### Christentum

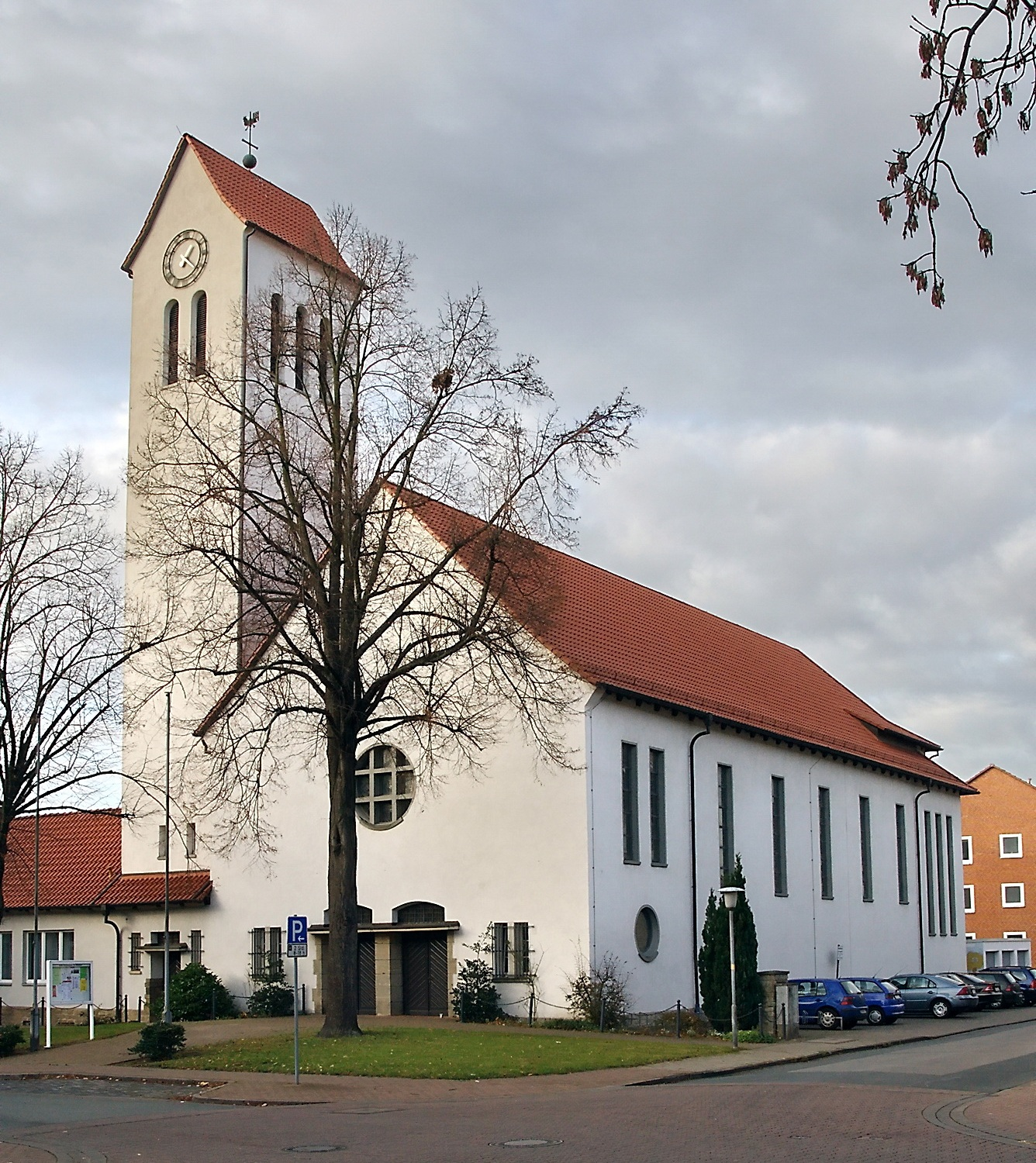
Kath. Kirche in Alt-Laatzen

Der evangelisch-lutherische Kirchenkreis Laatzen-Springe hat seinen Sitz in Pattensen, er gehört zur Landeskirche Hannovers. Zu ihm gehören in Laatzen die Immanuelkirche in Alt-Laatzen, die St.-Gertruden-Kirche in Gleidingen, die St.-Marien-Kirche in Grasdorf, das Gemeindezentrum „DIE ARCHE“ der Thomas-Kirchengemeinde in Laatzen-Mitte und die St.-Petri-Kirche in Rethen. Die St.-Nicolai-Kirche in Oesselse gehört zur Zwölf-Apostel-Kirchengemeinde Sarstedt-Land im Kirchenkreis Hildesheim-Sarstedt.
Laatzen ist Sitz der katholischen Pfarrgemeinde St. Oliver des Bistums Hildesheim. Zu ihr gehören die Kirchen St. Oliver in Laatzen-Mitte, St. Mathilde in Alt-Laatzen und St. Josef in Gleidingen. St. Mathilde wurde 1938 erbaut und bei Luftangriffen im Zweiten Weltkrieg am 22. September 1943, am 11. April 1944 und am 14. März 1945 erheblich beschädigt.
Das Gotteshaus „Sveti Spas“ der mazedonisch-orthodoxen Gemeinde wurde 2012 im ehemaligen Kirchenkontaktzentrum der Thomasgemeinde am Kiefernweg eingeweiht.
Weiterhin existieren drei Freikirchen in Laatzen: die russischsprachigen Brüdergemeinde, die sich in den Räumen der ev.-luth. Thomasgemeinde trifft, die im Jahr 2011 gegründeten Christus-Gemeinde Laatzen e. V. sowie die Internationalen Christengemeinde.

### Sonstige Religionen
Bis 1938 befand sich in der Ortschaft Gleidingen eine Synagoge, die in der Reichspogromnacht am 9. November 1938 zerstört wurde. Ein jüdischer Friedhof befindet sich heute noch am Ortsrand von Gleidingen. Eine Moschee der islamischen Gemeinschaft Millî Görüş befindet sich seit 2010 in Grasdorf.

## Kultur und Sehenswürdigkeiten

### Bauwerke
- Die gotische Backsteinkapelle in Alt-Laatzen wurde erstmals 1325 erwähnt, sie gilt als südlichstes Bauwerk der norddeutschen Backsteingotik. Im Zweiten Weltkrieg wurde sie schwer beschädigt und 1953/54 wieder aufgebaut
- Leine-Center Laatzen (Einkaufszentrum mit rund 100 Geschäften)
- Park der Sinne (Projektpark zur Expo 2000)
- Tordenskiold-Gedenkstein in Gleidingen
- Wohnscheibe Laatzen: Große Wohnkomplexe wie die Wohnscheibe sind typisch für Laatzen[33]

### Natur und Naherholung
- Die Südliche Leineaue ist ein Teil der Leinemasch und Naherholungsraum sowie Rückzugsgebiet für bedrohte Tier- und Pflanzenarten und Rastplatz für zahlreiche Zugvögel.

### Museen
- Luftfahrtmuseum (Luftfahrtgeschichte im Wandel der Technik von 1783 bis 1965)

### Sport
- aquaLaatzium (städtisches Hallen- und Freibad mit großem Sauna- und Fitnessangebot)
- VfL Grasdorf (größter Sportverein in Laatzen)
- Die Wasserballer der SpVg Laatzen spielen seit mehr als einem Jahrzehnt in der 2. Liga

### Regelmäßige Veranstaltungen
- Fastenbrechen zu Ramadan[34]
- Weinfest in Ingeln (auf dem Gelände des Schützenvereins Horrido Ingeln)
- Brunnenfest in Grasdorf
- Fest der Sinne (Park der Sinne)
- Winzerfest am Alten Rathaus in Alt-Laatzen
- Maifeste in Rethen und Gleidingen
- Eichstraßenfest in Alt-Laatzen (unregelmäßig)[35]
- Volks- und Schützenfeste
- Dorffest in Ingeln-Oesselse (Ende April) [gerade Jahre = Ingeln / ungerade Jahre = Oesselse][36]

### Vereine
In Laatzen bestehen viele Vereine in den Bereichen Sport, aber auch in anderen Bereichen. Beim Flüchtlingsnetzwerk werden Flüchtlingen bei der Integration von ehrenamtlichen Helfern unterstützt.
In Laatzen ist auch die Suchtstelle des diakonischen Werkes ansässig und bietet ambulante Behandlungen für Suchtkranke an. In Laatzen wird ein Sozialkaufhaus von einem gemeinnützigen Verein betrieben.

### Fotogalerie

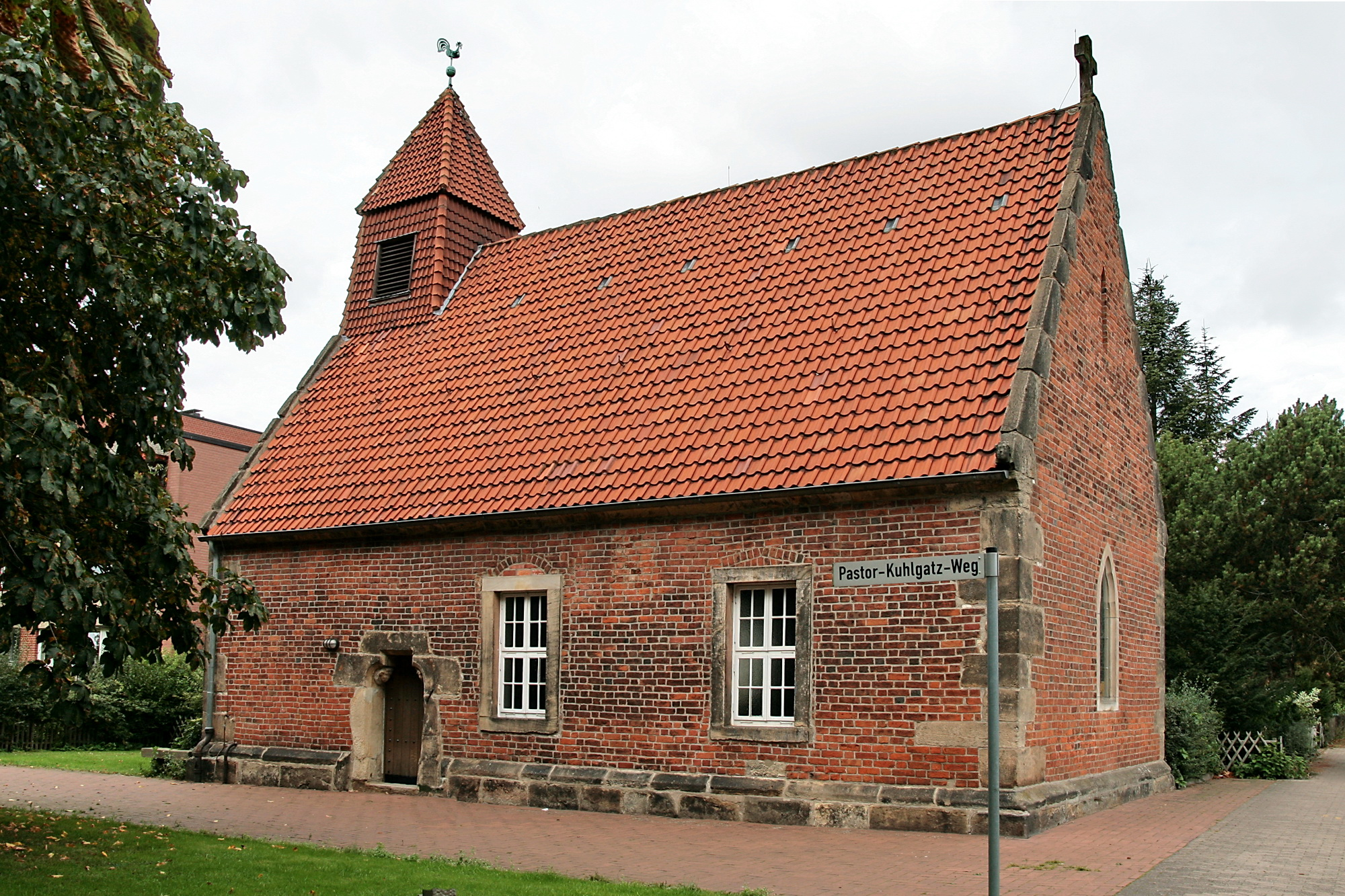
Kapelle in Alt-Laatzen
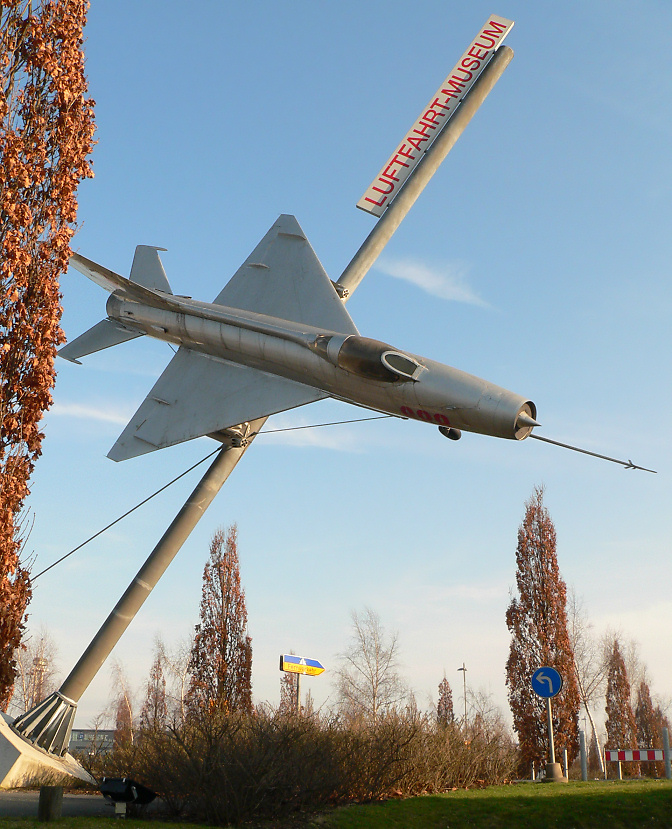
MiG 21 als Reklame für das Luftfahrtmuseum
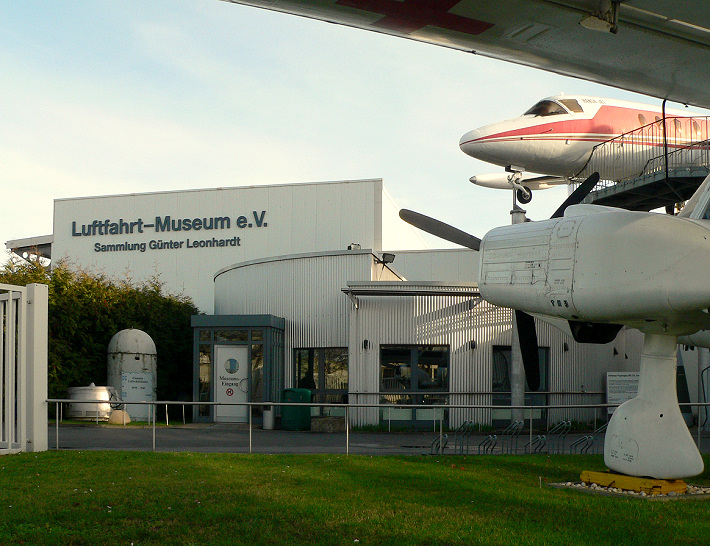
Eingang Luftfahrtmuseum

## Wirtschaft und Infrastruktur

### Bildung
Laatzen verfügt neben vielen gleichmäßig verteilten Grundschulen auch über Weiterführende Schulen, darunter die Albert-Einstein-Schule Laatzen sowie die Erich Kästner Oberschule und das Erich Kästner Gymnasium.

### Unternehmen
In Laatzen ist die Deutsche Rentenversicherung Braunschweig-Hannover ansässig, die für den größten Teil Niedersachsens zuständig ist. An der Hildesheimer Straße befinden sich das Stadtbad aquaLaatzium sowie das KRH Klinikum Agnes Karll Laatzen des Klinikums Region Hannover. Die Firma Siemens stellte 2020 einen Neubau fertig für ihre Niederlassung, die 1988 aus Hannover nach Laatzen verlegt worden war.
Das Einkaufszentrum Leine-Center bildet den Mittelpunkt von Laatzen-Mitte und ist ein Anziehungspunkt für Kunden aus dem südlichen Bereich der Region Hannover. Mehrere Logistikunternehmen haben ihren Sitz in Laatzen. Auch das 1917 gegründete Dienstleistungsunternehmen Plural Servicepool ist hier ansässig. Als produzierendes Unternehmen ist die Aventics GmbH (Pneumatik u. ä.) mit über 700 Mitarbeitern vertreten, ebenso die deutsche Niederlassung des chinesischen Ugreen-Unternehmens.

### Verkehr

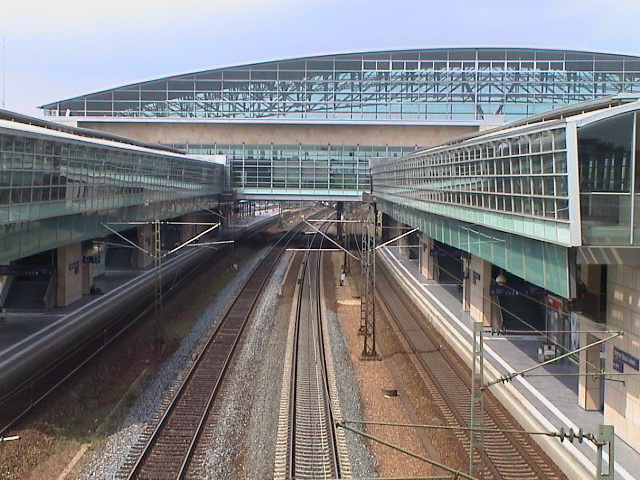
Bahnhof Hannover Messe/Laatzen

In Laatzen befindet sich der Bahnhof Hannover Messe/Laatzen. Regulär halten hier nur Züge der Linie S 4 der S-Bahn Hannover (Bennemühlen–Hannover Hbf–Hildesheim Hbf). Zu Großmessen wie der Hannover-Messe halten hier auch die sonst durchfahrenden Züge des Fern- und Regionalverkehrs. Der Bahnhof dient somit auch der Erschließung des hannoverschen Messegeländes. Im Stadtteil Rethen gibt es eine weitere S-Bahn-Station.
Die Stadtbahn Hannover erschließt Laatzen mit zwei Strecken in Nord-Süd-Richtung. Die Linie 1 (Langenhagen–Hannover Hbf–Laatzen–Sarstedt) führt über die Erich-Panitz-Straße durch den Stadtteil Laatzen-Mitte. Die Linie 2 (Alte Heide–Hannover Hbf–Laatzen–Gleidingen) erschließt über die Hildesheimer Straße den Stadtteil Grasdorf.
| Linie | Verlauf | Takt |
| ----- | --- | --- |
| 1     | Langenhagen – Berliner Platz – Büttnerstraße – Niedersachsenring – Hauptbahnhof – Kröpcke – Aegidientorplatz – Altenbekener Damm – Peiner Straße – Bothmerstraße – Laatzen/Eichstraße (Bahnhof) – Laatzen/Zentrum – Laatzen – Rethen/Pattenser Straße – Gleidingen – Heisede – Sarstedt | 10 min (Langenh.–Laatzen werktags) 15 min (Langenh.–Laatzen sonn-/feiertags) 20 min (Laatzen–Sarstedt werktags) 30 min (Laatzen–Sarstedt sonn-/feiertags) |
| 2     | Alte Heide – Bahnstrift – Vahrenheider Markt – Büttnerstraße – Niedersachsenring – Hauptbahnhof – Kröpcke – Aegidientorplatz – Altenbekener Damm – Peiner Straße – Bothmerstraße – Laatzen/Eichstraße (Bahnhof) – Laatzen/aquaLaatzium – Laatzen/Ginsterweg – Rethen – Gleidingen       | 20 min (werktags) 15 min (sonn-/feiertags) |

Die weitere Erschließung und Verbindung mit den umliegenden Gemeinden erfolgt durch mehrere Buslinien (siehe Nahverkehr in Hannover).
Zur Bundesautobahn 7 besitzt Laatzen die gleichnamige Anschlussstelle 59.

## Persönlichkeiten

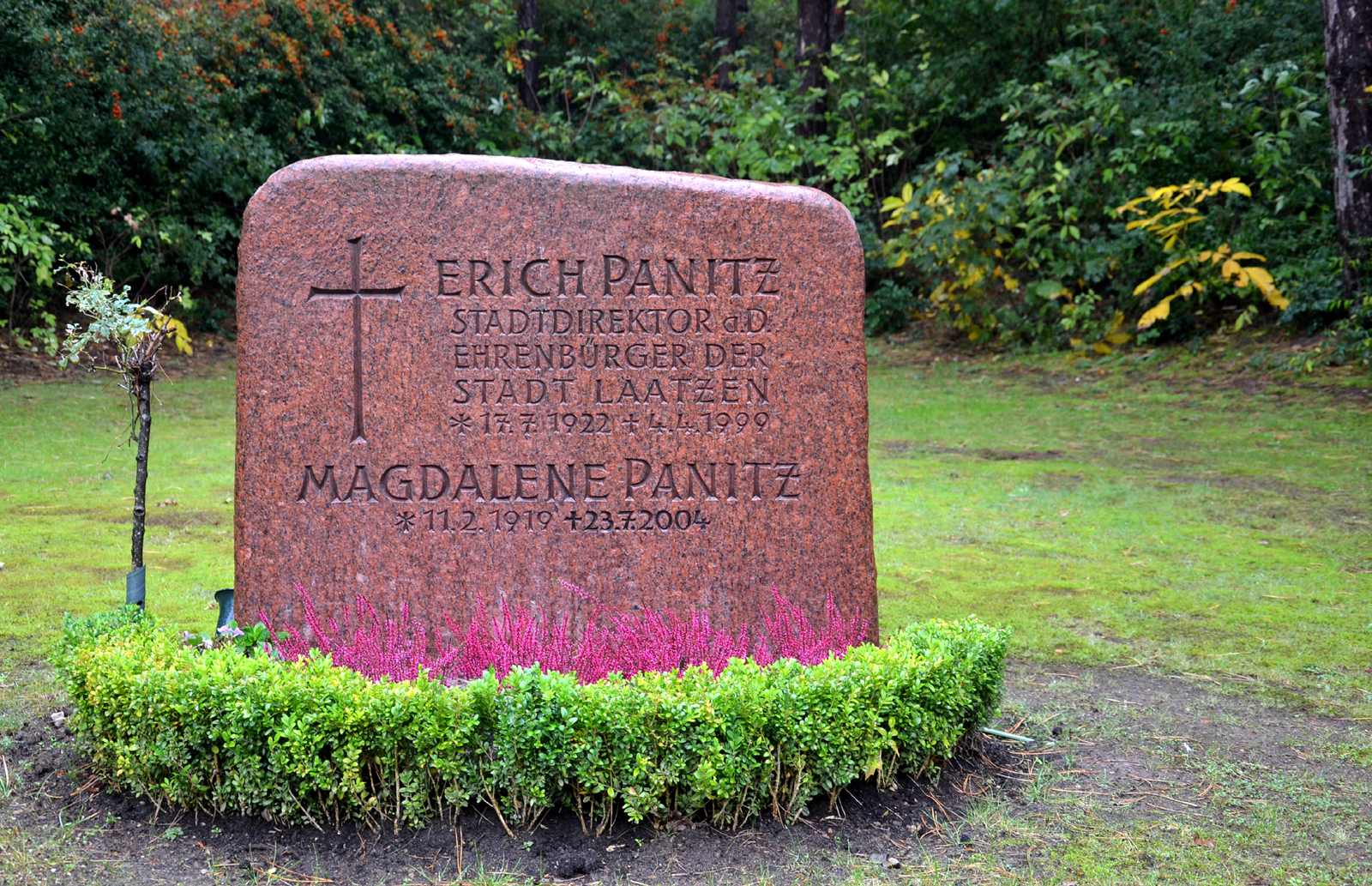
Ehrengrab von Stadtdirektor Erich Panitz auf dem Friedhof im Heidfeld

### Ehrenbürger
- August Schaper (1867–1954),[43] Gemeindevorsteher von 1900 bis 1918, Ehrenbürger der Stadt Laatzen (1930)[44]
- Erich Panitz (1922–1999), Gemeinde- und Stadtdirektor von 1961 bis 1984, Ehrenbürger der Stadt Laatzen (1993), die Erich-Panitz-Straße in Laatzen wurde nach ihm benannt[45]
- Salomon Finkelstein (1922–2019),  Überlebender des Holocaust, Ehrenbürger der Stadt Laatzen (2013), ein Gebäude der Albert-Einstein-Schule ist als Salomon-Finkelstein-Haus nach ihm benannt
- Henry Korman (1920–2018),  Überlebender des Holocaust, Ehrenbürger der Stadt Laatzen (2013)

### Söhne und Töchter der Stadt
- Franz Hermann Heinrich Lueder (1734–1791/92), evangelischer Pastor und Botaniker, im Ortsteil Grasdorf geboren
- Gerhard Schulenburg (1926–2013), Fußballschiedsrichter
- Helga Henning (1937–2018), Leichtathletin und deutsche Meisterin über 400 m
- Fritz Willig (* 1956), Rechtsanwalt und ehemaliger Präsident von Hannover 96
- Marcel Halstenberg (* 1991), deutscher Fußballnationalspieler

### Personen, die mit der Stadt in Verbindung stehen
- Georg Diederichs (1900–1983), ehemaliger Ministerpräsident des Landes Niedersachsen, starb in Laatzen
- Kurt Grobe (1920–1987), ehemaliger Bürgermeister von Gleidingen und Laatzen, Landrat des Landkreises Hildesheim und Landtagsabgeordneter, er starb in Laatzen-Grasdorf
- Gottfried Gensch (1936–2020), letzter Stadtdirektor von Laatzen
- Horst Schild (1942–2024), ehemaliger Bundestagsabgeordneter, bei den Bundestagswahlen 1998 und 2002 gewann er direkt den Wahlkreis Hannover-Land II, zu dem u. a. auch die Stadt Laatzen gehört
- Jürgen Gansäuer (* 1944), ehemaliger niedersächsischer Landtagspräsident
- Heinz-Günter Bongartz (* 1955), Weihbischof im Bistum Hildesheim; war Pfarrer in Laatzen
- Jürgen Köhne (* 1957), ehemaliger Bürgermeister
- Thomas Prinz (* 1957), ehemaliger Bürgermeister
- Hauke Jagau (* 1961), ehemaliger Regionspräsident und ehemaliger Bürgermeister von Laatzen
- Christoph Dreyer (* 1966), ehemaliger Landtagsabgeordneter
- Dirk Hecht (* 1968), Archäologe und Archivar, wuchs in Laatzen auf
- Matthias Miersch (* 1968), Bundestagsabgeordneter